# Samingad
Samingad (chinois : 紀曉君 ; pinyin : Jì Xiǎojūn ; Wade : Chi Hsiao-chün ; zhuyin : ㄐㄧˋ ㄒㄧㄠˇㄐㄩㄣ ; née le 2 octobre 1977) est un chanteuse de pop et auteure-compositrice autochtone taïwanaise. 

## Biographie
Elle appartient à l'ethnie Puyuma, dont le nom signifie « unique ». Elle est née dans le comté de Taitung, d'un père d'origine Bunun et d'une mère d'origine Puyuma. Son oncle est Purdur, lauréat du prix du meilleur chanteur de mandarin à la 11e édition des Golden Melody Awards. Sa sœur cadette, Jia Jia, est également chanteuse.
Samingad est découverte alors qu'elle chante dans un restaurant où elle travaille comme serveuse. Son premier album, Voice of Puyuma, sort chez Magic Stone Records, et reçoit le Golden Melody Award de la « meilleure nouvelle artiste » en 1999. En 2001, elle reçoit le Golden Melody Award de la « meilleure chanteuse de dialecte (langue non mandarine) » pour son deuxième album Wild Fire, Spring Wind. Sa musique s'inspire en grande partie des Évangiles chrétiens, ainsi que des récits de l'ancien mode de vie agricole et de chasse de la tribu, et des émotions complexes déclenchées par les luttes de Puyuma dans la société contemporaine de Taïwan. 